# Retrato de una mujer africana
Retrato de una mujer africana es un óleo sobre lienzo, creado por el pintor suizo Félix Vallotton (1865-1925) hacia 1910, conservado en el Museo de Arte Moderno de Troyes.

## Historia
En París, en 1882, Félix Vallotton fue admitido en los talleres frecuentados por artistas postimpresionistas. Luego se acercó al grupo de los nabis, estudiantes y admiradores de Paul Gauguin.
Pinta escenas de interiores, paisajes, desnudos, retratos y naturalezas muertas. Utiliza colores brillantes e intensos. Félix Vallotton es considerado un artista realista.
En enero de 1910, en la galería Druet, tuvo lugar su primera exposición; el catálogo debe su prefacio a Octave Mirbeau, que escribió: «Como quien ha visto mucho, leído mucho, pensado mucho, es pesimista. Pero no hay nada agresivo en este pesimismo, nada arbitrariamente negativo».  

## Descripción
Esta mujer africana, sentada y vista de frente, deja al descubierto sus pechos, vestida solo con una pieza de raso amarillo y con un pañuelo de tela a rayas, anudado alrededor de su cabeza. Tiene una sencillez elegante con sus collares de cuentas rosas, casi infantiles. La mujer tiene labios carnosos y pechos voluminosos.

## Exposición
- 2013-2014 : Félix Vallotton El fuego bajo el hielo, 2 de octubre de 2013, enero de 2014, París, Grand Palais.[1]

## Otros retratos

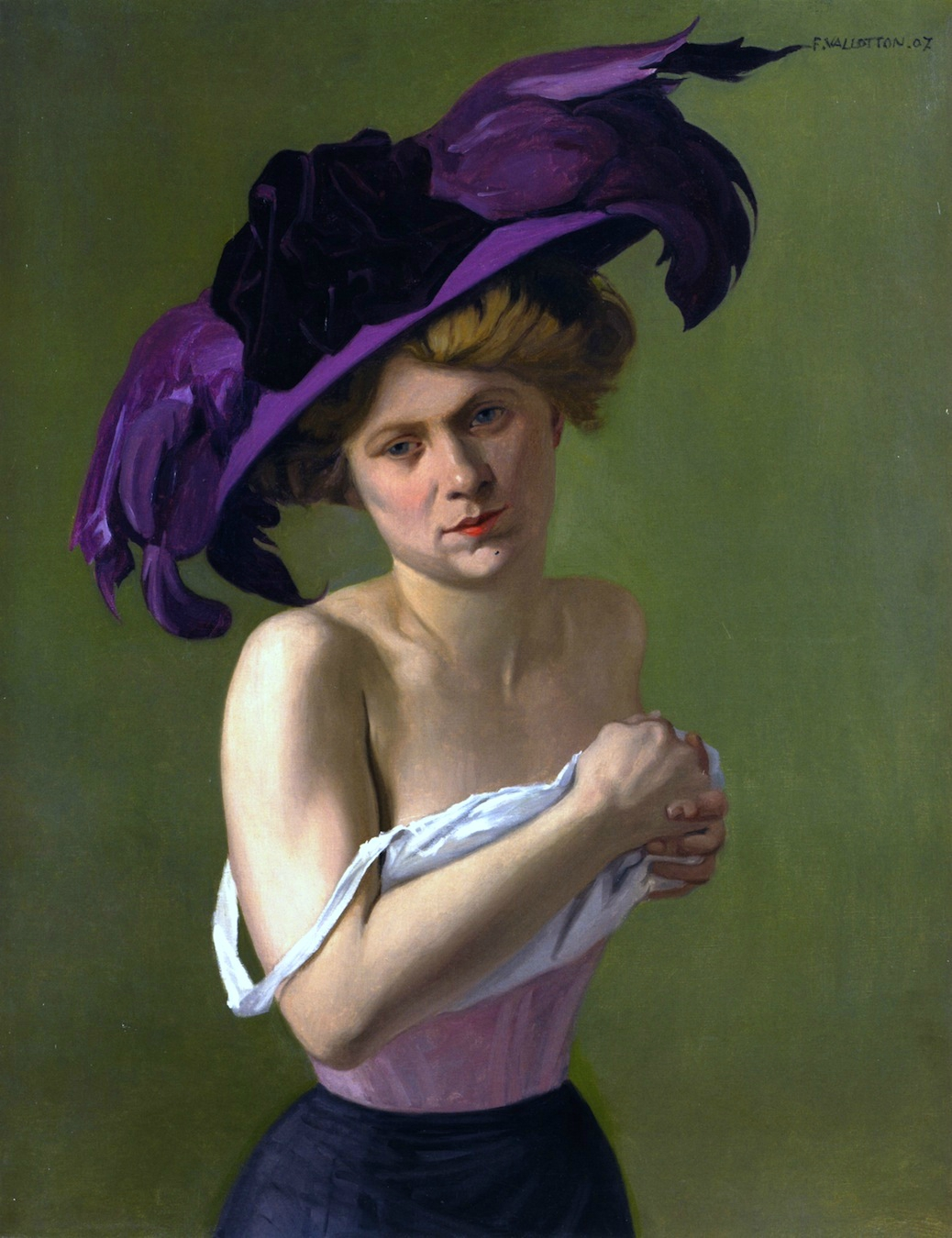
Félix Vallotton, El sombrero morado, 1907, Villa Flora (Winterthur).
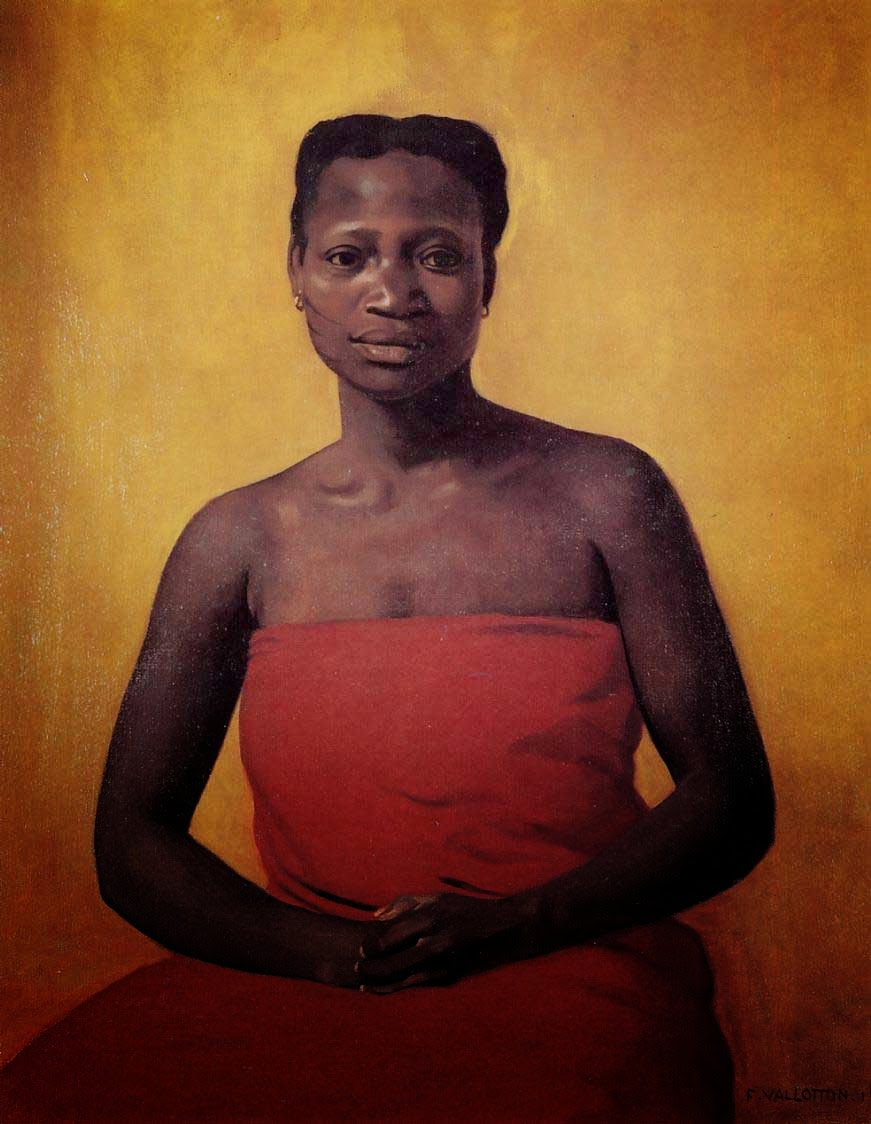
Félix Vallotton, Mujer negra sentada de frente, 1911.